# Споменик природе Три храста лужњака Баре
Споменик природе „Три храста лужњака – Баре“ је природни ботанички споменик треће категорије заштићених природних добара Републике Србије.

## Основне карактеристике
Заштићено подручје споменика природе „Три храста лужњака – Баре” се налази у Шиљаковцу, насељу у општини Барајево. Овај споменик природе чине три стабла храста лужњака (Quercus robur L), која представљају типичне примерке своје врсте, заостале од некадашњих широко распрострањених храстових шума.
Према податку са инфо табле на улазу у заштићено подручје, споменик природе „Три храста лужњака – Баре” има посебан културно-историјски карактер, јер је под њима 1941. године одржан народни збор за подизање устанка против фашизма.
Три стабла заштићеног подручја споменика природе су ретки и импозантни примерци храста лужњака, доброг здравственог стања, изразите виталности и генетског потенцијала. Заштићено подручје споменика природе „Три храста лужњака – Баре” налази се на територији града Београда у градској општини Барајево, у селу Шиљаковац, на месту званом „Баре”, на надморској висини од 124 метра, удаљено 35 километара од Београда. Поред заштићеног природног добра протиче река Робаја повременог тока. Заштићено подручје простире се на површини од 50 ари. Према стању на терену, једно стабло је оборено, али су његови остаци остављени на простору заштићеног подручја.
Заштићено подручје споменика природе „Три храста лужњака – Баре“ стављено је под заштиту као споменик природе ради очувања ретких ботаничких вредности и репрезентативних дендометријских карактеристика, заштите аутохтоне разноврсности и унапређења предеоних обележја у којима три храста лужњака доминирају својом величином и лепотом. Према подацима на инфо табли која се налази на улазу у заштићено подручје, стабла су стављена под законску заштиту 1969. године. Старалац заштићеним подручјем споменика природе „Три храста лужњака – Баре” је Месна заједница Шиљаковац.

## Историја
Храст лужњак је једна од врста која је у Републици Србији била широко распрострањена. Неадекватним сечама, ширењем пољопривредних површина и насеља, храст је нестао са ових површина и сада се јавља само на неколико издвојених локалитета. Храст лужњак је једна од аутохтоних врста која успева и у пределима који се у једном периоду године плаве.

## Карактеристике
Дендометријске карактеристике заштићеног подручја споменика природе су:
| Опис                       | Стабло I   | Стабло II  | Стабло III |
| висина стабла              | 23,00 m    | 25,00 m    | 24,00 m    |
| висина дебла до прве гране | 2,00 m     | 4,20 m     | 1,90 m     |
| пречник крошње             | 34,00 m    | 29,00 m    | 32,00 m    |
| обим дебла на 1,30 m       | 4,60 m     | 4,50 m     | 3,90 m     |
| пречник дебла на 1,30 m    | 1,46 m     | 1,43 m     | 1,25 m     |
| старост стабла             | 210 година | 210 година | 140 година |

## Галерија
- Старије и веће од два преостала стабла
- Старије и веће од два преостала стабла
- Старије и веће од два преостала стабла (зима)
- Најмлађе и виталније стабло
- Најмлађе и виталније стабло
- Крошња највиталнијег стабла
- Најмлађе и виталније стабло зими
- Оборено стабло
- Инфо табла - обавештење о заштити
- Инфо табла - упозорење о старости стабла